# American Masters
American Masters é uma série de televisão da PBS que produz biografias de escritores, músicos, artistas visuais e performáticos, dramaturgos, cineastas e aqueles que deixaram uma impressão indelével na paisagem cultural dos Estados Unidos. É produzido pela WNET na cidade de Nova York. O show estreou na PBS em 1986.
Os grupos ou organizações apresentados incluem: Estúdio de Atores, Mesa Redonda de Algonquin, Teatro de Grupo, Sweet Honey in the Rock, Mulheres do Beco de Tin Pan, Companhia Negra Ensemble, Juilliard School, Beat Generation, os cantores e compositores dos anos 1970, Sun Records, vaudeville e Warner Bros.

## História
American Masters, uma série "dedicada aos 'maiores artistas nativos e adotados' dos Estados Unidos", estava programada para estrear em setembro de 1985; por "razões de agendamento logístico", a estreia foi adiada até o verão de 1986, embora em 16 de outubro de 1985 um "especial" do American Masters chamado Aaron Copland: Um auto-retrato fosse ao ar.
O primeiro dos 15 episódios da primeira temporada foi Private Conversations, um "documentário de cinema-verite de Christian Blackwood feito nas mais complicadas formas cinematográficas: um filme sobre um filme, neste caso a versão televisiva de Death of a Salesman., dirigido por Volker Schlöndorff". Foi ao ar em 23 de junho de 1986, como um dos dois episódios não encomendados especificamente para a primeira temporada do programa.
Susan Lacy, criadora e produtora executiva da American Masters, selecionou cada assunto, comparou-os com os cineastas específicos e supervisionou o orçamento da primeira temporada de US $ 8 milhões. Antes de criar a série, Lacy tinha sido o programador sênior de Grandes Performances e um dos "arquitetos" da American Playhouse, tendo redigido a proposta original para este último. Na época da estreia do programa, ela também era chefe da Costa Leste do Instituto Sundance.
Após as duas primeiras temporadas do programa, a American Masters começou a produzir a maioria de seus episódios; nesses casos, contrata diretores, organiza o financiamento, gerencia o orçamento e supervisiona a edição; o programa se reserva o direito de fazer o corte final em todos os filmes que produz. A produtora American Masters ocasionalmente desempenha um papel mais limitado e co-produz alguns de seus episódios, como o documentário de 2005 sobre Bob Dylan, No Direction Home e, em 2010, The Doors, When You're Strange. 

## Assuntos

### A
- ""Miracle on 44th Street: A Portrait of the Actors Studio"[8]
- Stella Adler
- " Louisa May Alcott: The Woman Behind 'Little Women"[9]
- "The Algonquin Round Table: About the Algonquin"[10]
- " Woody Allen: A Documentary" (20 e 21 de novembro de 2011) [11]
- "American Ballet Theatre: A History"[12]
- "Maya Angelou: And Still I Rise"[13]
- "Atlantic Records: The House That Ahmet Built"[14]
- "Satchmo: The Life of Louis Armstrong"[15]
- "John James Audubon: Drawn From Nature"[16]
- "Richard Avedon: Light and Dark"[17] (24 de janeiro de 1996)

### B
- "Joan Baez: How Sweet the Sound"[18]
- "Balanchine"[19]
- "James Baldwin: The Price of the Ticket"[20]
- "Lucille Ball: Finding Lucy"[21]
- "James Beard: America's First Foodie"[22]
- "Tony Bennett: The Music Never Ends"[23]
- "Leonard Bernstein: Reaching for the Note"[24]
- Bluesland: A Portrait of American Music[25]
- The Boomer List[26]
- "Jeff Bridges: The Dude Abides"[27]
- "Mel Brooks: Make a Noise"[28]
- "James Brown: Soul Survivor"[29]
- "Carol Burnett: A Woman of Character"[30]

### C
- "John Cage: I Have Nothing to Say and I'm Saying It"[31]
- "Alexander Calder"[32]
- "Cab Calloway: Sketches"[33]
- Robert Capa: In Love and War"[34]
- "Unanswered Prayers: The Life and Times of Truman Capote"[35]
- "Johnny Carson: King of Late Night"[36]
- "John Cassavetes"[37]
- "Willa Cather: The Road is All"[38]
- "Lon Chaney: Man of a Thousand Faces"[39]
- "Unknown Chaplin"[40]
- "Ray Charles: The Genius of Soul"[41]
- "Julia! America's Favorite Chef"[42]
- "Patsy Cline"[43]
- "Harold Clurman: A Life of Theatre"[44]
- "The World of Nat King Cole"[45]
- "Sam Cooke: Crossing Over"[46]
- "Aaron Copland: A Self Portrait"[47]
- "Walter Cronkite: Witness to History"[48]
- "Bing Crosby Rediscovered"[49]
- "On Cukor"[50]
- "Merce Cunningham: A Life of Dance"[51]
- "Coming to Light: Edward S. Curtis and the North American Indians"[52]

### D
- "Sammy Davis Jr.: I've Gotta Be Me[53]
- "James Dean: Sense Memories"[54]
- "Plácido Domingo: A Musical Life"[55]
- The Doors: When You're Strange[56]
- "Fast Domino and the Birth of Rock 'n' Roll [57]
- No Direction Home: Bob Dylan[58]

### E
- "Thomas Eakins: A Motion Portrai"[59]
- "Charles & Ray Eames: The Architect and the Painter"[60]
- "Clint Eastwood – Out of the Shadows"[61]
- "Albert Einstein: How I See The World"[62]
- "A Duke Named Ellington"[63]
- "Ralph Ellison: An American Journey"[64]

### F
- "A Fierce Green Fire"[65]
- "Ella Fitzgerald: Something to Live for"[66]
- "F. Scott Fitzgerald: Winter Dreams"[67]
- "John Ford/John Wayne: The Filmmaker and the Legend"[68]
- "Miloš Forman: Portrait"[69]
- Aretha Franklin: The Queen of Soul"[70]
- "Buckminster Fuller: Thinking Out Loud"[71] (10 de abril de 1996)

### G
- "Judy Garland: By Myself"[72]
- "Marvin Gaye: What's Going On"[73]
- "Inventing David Geffen "[74]
- "Sketches of Frank Gehry "[75]
- "George Gershwin Remembered"[76]
- "Althea Gibson"[77]
- "The Life and Times of Allen Ginsberg "[78]
- "Lillian Gish: The Actor's Life for Me"[79]
- "Glass: A Portrait of Philip in Twelve Parts"[80]
- "Goldwyn: The Man and His Movies"[81]
- "Benny Goodman: Adventures in the Kingdom of Swing"[82]
- "Genius Within: The Inner Life of Glenn Gould "[83]
- "Martha Graham: A Dancer Revealed"[84]
- "Cary Grant: A Class Apart"[85]
- "DW Griffith: Father of Film"[86]
- "Woody Guthrie: Ain't Got No Home"[87]
- "Pedro E. Guerrero: A Photographer's Journey"[88]
- "Broadway's Dreamers: The Legacy of the Group Theatre"[89]

### H
- " Merle Haggard : aprendendo a viver comigo mesmo"[90]
- " Dashiell Hammett : detetive. Escritor "[91]
- " John Hammond : de Bessie Smith a Bruce Springsteen"[92]
- " Marvin Hamlisch : o que ele fez por amor"[93]
- " Lorraine Hansberry : olhos avistados / sentimento de coração"[94]
- " Helen Hayes : primeira-dama do teatro americano"[95]
- "A vida de Lillian Hellman "[96]
- " Jascha Heifetz : o violinista de Deus"[97]
- " Ernest Hemingway : rios para o mar"[98]
- " Jimi Hendrix : ouça meu trem chegando"[99]
- " Don Hewitt : 90 minutos em 60 minutos "[100] (1 de maio de 1998)
- " Os homens da estrada : os amigos até o fim"[101]
- " Al Hirschfeld : O Rei da Linha"[102]
- " Hitchcock, Selznick e o fim de Hollywood"[103]
- Chinês de Hollywood[104]
- " David Hockney : as cores da música"[105]
- " Billie Holiday : a longa noite do dia da dama"[106]
- "Este é Bob Hope ..."[107]
- " Lena Horne : em sua própria voz"[108]
- " Zora Neale Hurston : salte ao sol"[109]

### J
- " Ricky Jay : prática enganosa"[110]
- " Jasper Johns : idéias em pintura"[111]
- " Joffrey : Mavericks da dança americana"[112]
- " John Fogerty :
- " Philip Johnson : um auto-retrato"[113] (30 de junho de 1986)
- " Bill T. Jones : um bom homem"[114]
- " Quincy Jones : no bolso"[115]
- " Janis : menininha azul"[116]
- " Juilliard "[117]

### K
- " Danny Kaye : um legado do riso"[118]
- "Uma carta para Elia / refletindo sobre Kazan "[119]
- " Buster Keaton : um ato difícil de seguir"[120]
- " Garrison Keillor : o homem no rádio com os sapatos vermelhos"[121]
- " Gene Kelly : anatomia de uma dançarina"[122]
- " André Kertészof das cidades"[123]
- " Billie Jean King "[124]
- " BB King : A vida de Riley"[125]
- " Carole King : Mulher Natural"[126]

### L
- "Bombshell: a história de Hedy Lamarr "[127]
- " Dorothea Lange : pegue um pedaço de relâmpago"[128]
- " Norman Lear : apenas mais uma versão sua"[129]
- " Tanaquil Le Clercq : tarde de um fauno"[130]
- "Hey, Boo: Harper Lee e To Kill a Mockingbird "[131] (O episódio original de 2012 foi atualizado em 2015 para incluir informações sobre a publicação de Lee's Go Set a Watchman . )
- " Annie Leibovitz : a vida através das lentes"[132]
- LennoNYC[133]
- " James Levine : Maestro da América" e " James Levine : a vida na música"[134]
- " Richard Linklater : sonho é destino"[135]
- " Harold Lloyd : o terceiro gênio"[136]
- " Cachao : Uno Mas"[137]
- " George Lucas : Heróis, Mitos e Magia"[138]
- " Henry Luce e a América do Time-Life: uma visão do império"[139]
- "Por Sidney Lumet "[140]
- " Loretta Lynn : ainda uma garota da montanha"[141]

### M
- " Mailer on Mailer"[142]
- " Bob Marley : música rebelde"[143]
- " Sanford Meisner : o segredo mais bem guardado do teatro"[144]
- " Menuhin : Um retrato de família"[145]
- " Arthur Miller, Elia Kazan e a lista negra: nenhum sem pecado"[146]
- " Joni Mitchell : mulher de coração e mente"[147]
- " Margaret Mitchell : Rebelde Americana"[148]
- " Marilyn Monroe : Ainda vida"[149]
- " Robert Motherwell e a escola de Nova York: invadindo a cidadela"[150]
- " John Muir no novo mundo"[151]
- " Edward R. Murrow : Este repórter"[152]

### N
- " The Negro Ensemble Company "[153]
- " Willie Nelson: ainda está em movimento"[154]
- " Bob Newhart: desabotoado"[155]
- " Nichols &amp; May: Take Two"[156]
- "Mike Nichols: um mestre americano"[157]
- " Alwin Nikolais e Murray Louis: Nik e Murray"[158]
- " Isamu Noguchi: pedras e papel"[159]
- "Novas reflexões sobre o sonho americano"[160]

### O
- "Phil Ochs: There but for Fortune"[161]
- "Georgia O'Keeffe"[162]
- "Eugene O'Neill: The Glory of Ghosts"[163]
- "Orozco: Man of Fire[164]

### P
- "Jack Paar: As I Was Saying"[165]
- "Celebrating Bird: The Triumph of Charlie Parker"[166]
- "Les Paul": Chasing Sound"[167]
- "Pearl Jam: Pearl Jam Twenty[168]
- "A Conversation with Gregory Peck"[169]
- "IM Pei: Building China Modern"[170]
- "Jacques Pepin: The Art of Craft"[171]
- "Plimpton! Starring George Plimpton as Himself"[172]
- Edgar Allan Poe:
  - "Edgar Allan Poe: Terror of the Soul"[173] (22 de março de 1995)
  - "Edgar Allan Poe: Buried Alive"[174]
- "Sidney Poitier: One Bright Light"[175]
- "You're the Top: The Cole Porter Story"[176]
- "Katherine Anne Porter: The Eye of Memory"[177] (7 de julho de 1986)

### R
- "Robert Rauschenberg: Inventive Genius"[178]
- "Man Ray: Prophet of the Avant-Garde"[179]
- "Lou Reed: Rock and Roll Heart"[180] (29 de abril de 1998)
- Frederic Remington: The Truth of Other Days[181]
- "Diego Rivera: Rivera in América"[182]
- "Joan Rivers: A Piece of Work"[183]
- "Jerome Robbins: Something to Dance About"[184]
- "Paul Robeson: Here I Stand"[185]
- "Norman Rockwell: Painting America"[186]
- "Richard Rodgers: The Sweetest Sounds"[187]
- "Rediscovering Will Rogers"[188]
- "Philip Roth: Unmasked"[189]
- "Arthur Rubenstein: Rubenstein Remembered"[190]

### S
- "Eero Saarinen: The Architect Who Saw the Future"[191]
- "Mort Sahl: The Loyal Opposition"[192]
- "Augustus Saint Gaudens: Masque of the Golden Bowl"[193]
- "JD Salinger: Salinger"[194]
- "Waldo Salt: A Screenwriter's Journey"[195]
- "The Day Carl Sandburg Died"[196]
- "Good Ol' Charles Schulz"[197]
- "Martin Scorsese Directs"[198]
- "Pete Seeger: The Power of Song"[199]
- "Maurice Sendak: Mon Cher Papa"[200]
- "Rod Serling: Submitted for Your Approval"[201]
- "Simply Simon: Not Just for Laughs"[202]
- "Paul Simon: Born at the Right Time"[203]
- "Isaac in America: A Journey with Isaac Bashevis Singer"[204]
- "W. Eugene Smith: Photography Made Difficult"[205]
- "The Source: The Story of the Beats and the Beat Generation"[206]
- "Alfred Stieglitz: The Eloquent Eye"[207]
- "Isaac Stern: Life's Virtuoso"[208]
- "George Stevens: A Filmmaker's Journey"[209]
- "Preston Sturges: The Rise and Fall of an American Dreamer"[210]
- "William Styron: The Way of the Writer"[211] (24 de janeiro de 1996)
- "Good Rockin 'Tonight: The Legacy of Sun Records"[212]
- "Sweet Honey in the Rock: Raise Your Voice"[213]

### T
- "Paul Taylor: Dancemaker"[214]
- "Sister Rosetta Tharpe: The Godmother of Rock & Roll"[215]
- "Troubadours: Carole King, James Taylor and the Rise of the Singer-Songwriter[216]
- "Trumbo"[217]

### V
- "Vaudeville"[218]
- "Sarah Vaughan: Tje Divine One"[219]
- "The Education of Gore Vidal"[220]

### W
- "Alice Walker: Beauty in Truth"[221]
- Andy Warhol:
  - Andy Warhol: A Documentary Film[222]
  - "Superstar: The Life and Times of Andy Warhol"
- "The Brothers Warner"[223]
- "You Must Remember This: The Warner Brothers Story"[224]
- "Alice Waters and Her Delicious Revolution"[225]
- "Águas barrentas: Can't Be Satisfied"[226]
- "Decoding Watson"[227]
- "Billy Wilder: The Human Comedy"[228] (4 de fevereiro de 1998)
- "Hank Williams: Honky Tonk Blues"[229]
- "Ted Williams: 'The Greatest Hitter Who Ever Lived'"[230]
- "Tennessee Williams: Orpheus of the American Stage"[231]
- "August Wilson: The Ground on Which I Stand"[232]
- "Women of Tin Pan Alley"[233]
- "The Women's List"[234]
- "Tyrus"[235]
- "Wyeth"[236]
- "Directed by William Wyler"[237]

### Y
- " Neil Young: Don't Be Denied"[238]